# Emil Kosa Sr.
Emil Jean Kosa Sr., křtěný Emil Josef (20. dubna 1876, Salavice – 11. května 1955, Los Angeles) byl americký malíř českého původu.

## Život a dílo
Emil Kosa Sr. byl nejstarším synem Emila Kosy, který v době jeho narození působil jako učitel v německé škole v Salavicích u Třeště, a jeho ženy Anny Teltscherové.  Později se živil jako malíř. Otec vedl Emila i jeho devět mladších sourozenců k malířství. Okolo roku 1887 se rodina natrvalo přestěhovala do Třeště. Malý Emil se snažil napodobovat svého otce nejen v malování, ale také s ním pracoval na výrobě loutek.
Od otce načerpal základní výtvarné znalosti a dovednosti, které se rozhodl rozšířit studiem v zahraničí. Nejprve se vydal studovat výtvarnou akademii do Berlína.
Později se přestěhoval do Paříže, kde byl nejprve žákem a pak pomocníkem Alfonse Muchy.
V Paříži se oženil s klavíristkou pařížské opery Jeanne Mares Kosa. V roce 1903 se jim narodil syn Emil Jean Kosa Jr., avšak o tři roky později manželka umírá na tuberkulózu.
V roce 1908 se Emil Kosa Sr. znovu oženil a s rodinou odjel na Cape Cod v Massachusetts, kde spolupracoval s Alfonsem Muchou na zakázce pro nové německé divadlo v New Yorku.
Ve stejném roce se manželům Kosovým narodila první dcera Marie (Mariane), která se v roce 1928 provdala za Delipa Singha Saunda, pozdějšího prvního kongresmana ve Spojených státech indického původu.
V roce 1910 se Emil Kosa Sr. s rodinou vrátil do vlasti a přestěhoval se do Brna, kde se uplatnil jako malíř. V roce 1912 se narodila druhá dcera Jarmila. V roce 1915 byl odveden a vzhledem ke zdravotnímu stavu nastoupil službu v domobraně, kde byl zařazen do sanitní služby v Tyrolsku, kam s sebou vzal malého Emila.
Po skončení války se již natrvalo přestěhoval do Spojených států a v roce 1924 se usadil v Los Angeles.
Spolu se svým synem Emilem Kosou Jr. nejprve pracoval v Kalifornii na výzdobách kostelů a sálů. Od poloviny třicátých let do začátku padesátých let pracoval ve filmové společnosti 20th Century Fox Studios, kde vytvářel filmové kulisy. Kromě svého zaměstnání se věnoval malování a vyráběl loutky jako modely pro své obrazy. Maloval a vystavoval v Los Angeles až do své smrti v roce 1955.
Věnoval se krajinomalbě, která nevzbuzovala velký zájem. Úspěšnější byl s rozměrnými květinovými zátišími v postimpresionistickém stylu s jasným světlem a pastelovými barvami. Od toku 1930 byl členem Kalifornského uměleckého klubu a později byl přijat do Klubu malířů a sochařů v Los Angeles.

## Galerie

Zátiší s květinami a citrusovými plody (olej na plátně)
Pobřežní krajina (olej na kartonu)
Bez názvu (olej na kartonu) 1950
Vodopád protékající skalním kaňonem (olej na papíře)
Zalesněná krajina (na masonitové desce)
Portrét muže (olej na kartonu)
Chryzantémy (olej na plátně)
Koncentrační tábor pod německou orlicí  (olej na plátně)